# Никола Янев (партизанин)
Вижте пояснителната страница за други личности с името Никола Янев.
Никола Янев Попов, с псевдоними Бай Ангел и Ангел Венев, е български партизанин и деец на БКП.

## Биография
Член на БРП(к) от 1919 г. и делегат на първия ѝ конгрес през май 1919 г. В периода 1925 – 1930 г. е емигрант в СССР, където завършва Комунистическия университет за националните малцинства от западните страни. По предложение на Станке Димитров е изпратен за политически секретар на дружеството на трудещите се китайци с 15000 члена и председател полковник Лян Лун – вповследствие член на БАН.
Завръща се в България през 1930 г., а през 1932 г. е вкаран в затвора по Закона за защита на държавата. Остава там до 1936 г. В периода 1936 – 1941 г. е член на ОК на БКП в Елхово и Ямбол и работи като кооперативен деятел. Между 1941 и 1943 г. е интерниран в Кръстополе (лагер). След освобождаването му от лагера е политкомисар на Шеста Ямболска въстаническа оперативна зона.
След 9 септември 1944 г. е назначен за военен комендант на Сливен и мобилизиран със звание полковник за политкомисар на Трета пехотна балканска дивизия.
От 10 октомври 1944 г. е секретар на областния комитет на БКП в Бургас. От 1948 до 1950 г. е кандидат-член на ЦК на БКП. През 1950 г. е снет „за притъпена бдителност и либерално отношение“.
Работи в София като директор на партийите и комсомолски школи към ГК на БКП. През 1951 г. е назначен за директор на МТС в Министерството на земеделието, където ръководи създаването на школи за обучение на трактористи и комбайнери.
От 1954 г. до 1964 е преподавател – доцент по „История на БКП“ във Висшия минно-геоложки институт. Автор е на монографии и публикации по история на БКП.
Удостоен е с висши държавни награди, включително орден „Георги Димитров“ и почетните звания „Герой на Народна република България“ и „Герой на социалистическия труд“.